# Partito dei Democratici
Il Partito dei Democratici è stato un partito politico sammarinese operante dal 2001 al 2005.
Il movimento politico venne costituito il 25 marzo 2001 in occasione del 95º anniversario dell'Arengo, dalla fusione fra il  Partito Progressista Democratico Sammarinese i Riformisti Democratici e Socialisti Idee in Movimento.
Alle elezioni politiche del 2001 ottenne 4.535 voti, pari al 20,81% delle preferenze guadagnando 12 dei 60 seggi del Consiglio Grande e Generale.
Nel febbraio 2005 si unisce al Partito Socialista Sammarinese assieme al quale dà vita al Partito dei Socialisti e dei Democratici.